# Hronská Breznica
Hronská Breznica (bis 1927 slowakisch Hronská Brežnica; deutsch Bresnitz, ungarisch Garamberzence) ist eine Gemeinde in der Mittelslowakei mit 251 Einwohnern (Stand 31. Dezember 2024) und gehört zum Okres Zvolen, einem Kreis des Banskobystrický kraj.

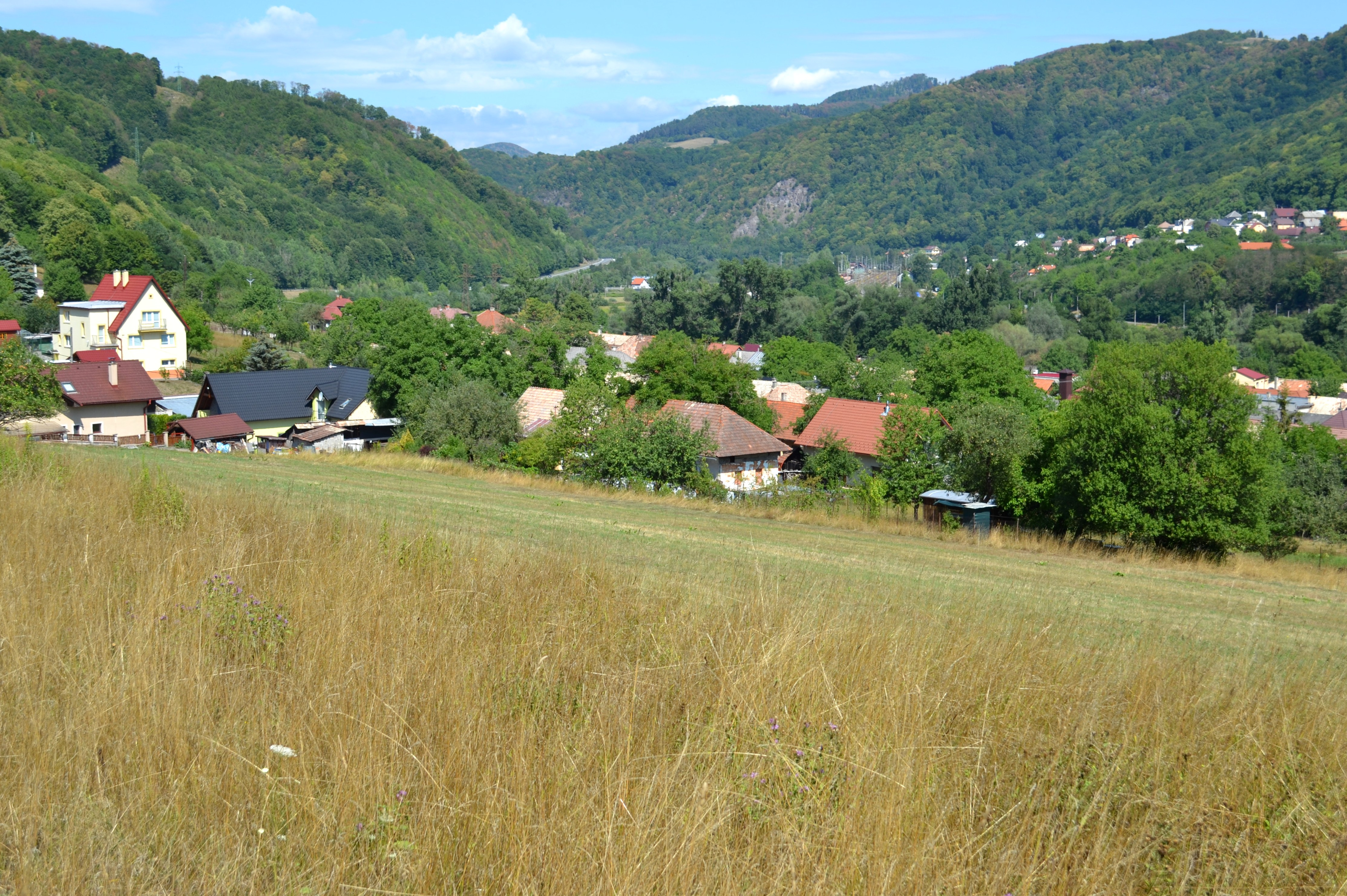

## Geographie
Die Gemeinde befindet sich am Mittellauf des Hron auf dessen linker Seite, am Nordhang der Schemnitzer Berge. Im Ostteil des Gemeindegebiets nimmt der Hron den linksufrigen Bach Jasenica auf. Der „Hausberg“ ist der 678 m n.m. hohe Hügel Demian. Das zumeist hügelige Gemeindegebiet ist weitgehend bewaldet, mit kleineren Anbauflächen entlang des Hron. Das Ortszentrum liegt auf einer Höhe von 289 m n.m. und ist 12 Kilometer von Zvolen entfernt.
Nachbargemeinden sind Hronská Dúbrava im Norden, Budča im Nordosten und Osten, Ostrá Lúka im Südwesten, Kozelník im Süden, Močiar im Südwesten und Trnavá Hora im Westen.

## Geschichte
Der Ort wurde zum ersten Mal 1424 als Brezenche schriftlich erwähnt, als Sigismund von Luxemburg alle im Herrschaftsgebiet der Burg Dobrá Niva (Burg Döbring) an seine Frau Barbara von Cilli übertrug. Im 16. Jahrhundert war das Dorf Besitz des mächtigen Geschlechts Thurzo, danach der Neusohler Bergkammer. In der zweiten Hälfte des 16. Jahrhunderts wurde Hronská Breznica durch türkische Plünderungen in der Gegend von Schmenitz in Mitleidenschaft gezogen. Vom 18. Jahrhundert bis 1848 war das Dorf zwischen den Herrschaftsgebieten von Dobrá Niva und Burg Sachsenstein (Šášov) geteilt. 1828 zählte man 30 Häuser und 226 Einwohner, die als Förster und Landwirte beschäftigt waren.
Bis 1918 gehörte der im Komitat Sohl liegende Ort zum Königreich Ungarn und kam danach zur Tschechoslowakei beziehungsweise heute Slowakei.

## Bevölkerung
| Jahr                | 1994 | 2004     | 2014    | 2024    |
| ------------------- | ---- | -------- | ------- | ------- |
| Anzahl der Personen | 258  | 286      | 261     | 251     |
| Unterschied         |      | +10,85 % | −8,74 % | −3,83 % |

| Jahr                | 2023 | 2024    |
| ------------------- | ---- | ------- |
| Anzahl der Personen | 244  | 251     |
| Unterschied         |      | +2,86 % |

Nach der Volkszählung 2011 wohnten in Hronská Breznica 274 Einwohner, davon 233 Slowaken, fünf Roma und ein Magyare. 35 Einwohner machten keine Angabe zur Ethnie.
110 Einwohner bekannten sich zur Evangelischen Kirche A. B., 80 Einwohner zur römisch-katholischen Kirche, zwei Einwohner zur evangelisch-methodistischen Kirche und ein Einwohner zur reformierten Kirche; ein Einwohner bekannte sich zu einer anderen Konfession. 34 Einwohner waren konfessionslos und bei 46 Einwohnern wurde die Konfession nicht ermittelt.

## Bauwerke und Denkmäler
- Glockenturm aus dem Jahr 1905
- Statue von Johann von Nepomuk
- Denkmal für Gefallene im Slowakischen Nationalaufstand sowie für zwölf im Jahr 1919 gefallene Soldaten der Ungarischen Räterepublik